# Разали Мохд. Юссоф
Разали́ Мохд. Юссо́ф (малайск. Razali Mohd Yussof; 15 апреля 1954, Бату-Гаджах, Перак)
— малайзийский поэт и кинематографист-документалист.

## Краткая биография
В 1970 г. окончил среднюю школу в Танджунг-Туаланге и в 1973 г. — Университет Малайя. В 1973—1975 гг. работал на телевидении Джая-ТВ и в муниципальном совете Куала-Лумпура, в 1975—1997 гг. — в отделении французского банка Banque Indosuez, с 1998 — руководитель центра по производству телевизионных и документальных фильмов «Надираса Будая». Принимает активное участие в деятельности Национального союза писателей Малайзии (Пена) и Национальной федерации союзов писателей Малайзии (Гапена). Пишет стихи. Некоторые его стихотворения (например, «Табунщик») включены в программу по литературе средней школы. Член исполнительного комитета Национального союза писателей (с 2010 г.) и организации «Поэт», член Клуба декламаторов Федерации национальных союзов писателей.

## Награды
- Литературная премия группы «Утусан» (2003, стихотворение «Empat Musim Anak Bangsa»)[4]
- Литературная премия группы «Утусан» (2015, Шорт-лист, стихотворение «Sekeping Luka Lama»)[5]
- Литературная премия Перака (2016, стихотворение «Musola Desa»)

## Семья
- Супруга Марлини Маах (с 23 декабря 1979 г.)
- Сын — Шазрил Эдани, дочь Нисрин Разали

## Публикации

### Книги
- Razali Mohd Yussof. Nyanyian lama dan baru di Indramayu (Старые и новые песни в Индрамаю). 2001
- Razali Mohd Yussof. Kumpulan Puisi: Selembar Demi Selembar (Сборник стихов. Страница за страницей). Kuala Lumpur: Institut Terjemahan & Buku Malaysia, 2014, 147 pages ISBN 9789674306816

### Статьи
- Wajarkah Lim Swee Tin mendahului yang lain? // «Berita Harian» (Sastera dan Budaya), 09/11/2000
- Ke mana menghilang penyair Malaysia // «Berita Harian» (Sastera dan Budaya), 25/12/2000
- Melayu Cape di Rumah Pena menjeruk rasa // «Berita Harian» (Sastera dan Budaya), 17/07/2001
- Suara Luka Dari Rumah Pena // «Berita Minggu», 30/03/2003
- Bila Bulan Pun Lena, Akan Rindulah Pungguk // «Mingguan Malaysia», 02/11/2003
- Siti Khadijah, Payang dan Pasar Budaya // «Mingguan Malaysia», 11/01/2004
- Pesta Ramadan Di Kuala Lumpur // «Mingguan Malaysia», 31/10/2004
- Merlin Dan Emperor Melaka // «Mingguan Malaysia», 19/12/2004
- Gong 9 // «Mingguan Malaysia», 23/04/2006
- Aduhai Seniman Tanah Airku // «Berita Harian», 28/05/2006